# Miriámetro
El miriámetro es la unidad de longitud que equivale a diez mil metros. Es la distancia de una prueba atlética cuya plusmarca masculina está establecida en 26 minutos y 17,53 segundos.
1 mam = 10000 m = 104 m

## Equivalencia
1 m = 0,0001 mam
1 mam = 10 km
10 km=10000 m